# Vicky McIntyre
Victoria Elizabeth McIntyre, detta Vicky (Omaha, 2 marzo 1992), è un'ex cestista statunitense.

## Carriera
È stata selezionata dalle Seattle Storm al secondo giro del Draft WNBA 2015 (20ª scelta assoluta).